# Sinomytilus
Sinomytilus is een geslacht van tweekleppigen uit de familie van de Mytilidae.

## Soorten
- Sinomytilus harmandi (Rochebrune, 1881)
- Sinomytilus morrisoni Brandt, 1974
- Sinomytilus swinhoei (H. Adams, 1870)